# Cristian Riveros
Cristian Miguel Riveros Núñez (J. Augusto Saldívar, 16 de octubre de 1982) es un exfutbolista paraguayo. Jugaba de centrocampista. Es el tercer máximo goleador histórico y el cuarto con más partidos de la selección de fútbol de Paraguay.

## Trayectoria
Cristian Riveros es un futbolista que cumple la doble función de defender en el mediocampo para rápidamente desdoblarse en ataque, incluso llegando a posición de gol. De hecho, suele anotar con regularidad. Se inició en 1997 en el Cristóbal Colón JAS de su ciudad natal J. Augusto Saldívar Paraguay. En 1999 pasó al Club Tacuary donde se consagró campeón de la Segunda de Ascenso (hoy Primera B).
En 2000, pasó al Club Sportivo San Lorenzo debutó en Primera. Para la Temporada 2003 es adquirido nuevamente por el Club Tacuary, club que se había consagrado campeón de la Intermedia en 2002 y había ascendido a Primera División. Jugó en Tacuary hasta mediados de 2005, donde realizó tan buena labor que lo llevaron un año después al Club Libertad. Con éste obtuvo, entre 2006 y 2007, dos campeonatos de la Primera División de Paraguay, de forma consecutiva. Además, le cupo una destacada actuación en la Copa Libertadores 2006 en la que su equipo fue semifinalista.
Gracias a esto, a mediados del 2007, da un paso más en su carrera al ser fichado por el Club Deportivo Cruz Azul de México junto a su compatriota y compañero de equipo Carlos Bonet. Con el cuadro cementero llegó a disputar 5 finales, tres locales y dos internacionales, aunque no logró ganar ninguna.
En mayo de 2010, Riveros fue transferido al Sunderland AFC de Inglaterra con un acuerdo para tres temporadas. Tras su buena actuación en el equipo inglés, al igual que durante el Mundial 2010, en mayo de 2011, es fichado por el Kayserispor de Turquía, firmando por 4 años.
En junio del 2013, Cristian es adquirido por el Grêmio de Brasil para cubrir una baja que tuvo en el medio sector dicho equipo. La firma con el elenco gaúcho se extendía por dos años, hasta junio del 2015, agregándose posteriormente dos más, hasta diciembre del 2017, debido a que satisfizo las expectativas de su entrenador, Felipão.
En enero de 2015, a causa de que el Grêmio adeudaba al jugador un monto considerable por salarios y premios atrasados, el jugador solicitó mediante su representante la rescisión del contrato que se prolongaba hasta 2017. Riveros renunció a gran parte de dicha deuda, que oscila el millón de dólares, a cambio de que su nuevo club le compense con cerca de la mitad. El volante disputó 69 partidos anotando en seis ocasiones.
Tras su desvinculación del conjunto brasileño, Riveros se trasladó a Paraguay para unirse al Olimpia, equipo del cual se declaró fanático. El contrato se firmó por tres temporadas y representó uno de los fichajes más importantes de los últimos tiempos en el fútbol paraguayo. En el segundo semestre de 2015, Cristian logró con el equipo franjeado el título de campeón del torneo Clausura.
El 7 de diciembre de 2017, D10 Paraguay anunció que el jugador firmaría un contrato de 2 años con Club Libertad.
Anunció su retiro a finales de la temporada 2024.

## Selección nacional
Con la selección de fútbol de Paraguay participó de la Copa Mundial de Fútbol de 2006, siendo uno de los más relevantes de su equipo a pesar de no haber superado la primera fase. Un año más tarde, nuevamente fue tenido en cuenta para jugar la Copa América 2007. Posteriormente, en el marco de las eliminatorias para el Mundial de Sudáfrica 2010, se ha constituido en pieza fundamental del equipo guaraní dirigido por el argentino Gerardo Martino. En el segundo encuentro de la primera fase de la Copa Mundial anota el segundo gol ante la Selección de fútbol de Eslovaquia, que culminó posteriormente 2-0 a favor.

### Participaciones en Copas del Mundo
| Mundial                        | Sede      | Resultado        | Partidos | Goles |
| ------------------------------ | --------- | ---------------- | -------- | ----- |
| Copa Mundial de Fútbol de 2006 | Alemania  | Primera fase     | 2        | 0     |
| Copa Mundial de Fútbol de 2010 | Sudáfrica | Cuartos de final | 5        | 1     |

### Participaciones en Copa América
| Copa              | Sede      | Resultado        |
| ----------------- | --------- | ---------------- |
| Copa América 2007 | Venezuela | Cuartos de final |
| Copa América 2011 | Argentina | Subcampeón       |

### Goles en la selección
| Goles con la Selección de Paraguay | Goles con la Selección de Paraguay | Goles con la Selección de Paraguay | Goles con la Selección de Paraguay | Goles con la Selección de Paraguay | Goles con la Selección de Paraguay | Goles con la Selección de Paraguay | Goles con la Selección de Paraguay |
| Resultados                         | Resultados                         | Resultados                         | Resultados                         | Lugar                              | Estadio                            | Fecha                              | Goles                              |
| ---------------------------------- | ---------------------------------- | ---------------------------------- | ---------------------------------- | ---------------------------------- | ---------------------------------- | ---------------------------------- | ---------------------------------- |
| Paraguay                           | 2                                  | 3                                  | Chile                              | Viña del Mar                       | Estadio Sausalito                  | 15 de noviembre de 2006            | 1 gol                              |
| Paraguay                           | 2                                  | 3                                  | Venezuela                          | Puerto Ordaz                       | Estadio Cachamay                   | 12 de septiembre de 2007           | 2 goles                            |
| Paraguay                           | 5                                  | 1                                  | Ecuador                            | Asunción                           | Estadio Defensores del Chaco       | 17 de noviembre de 2007            | 2 goles                            |
| Paraguay                           | 1                                  | 1                                  | Arabia Saudí                       | Nyon                               | Estadio Colovray                   | 20 de agosto de 2008               | 1 gol                              |
| Paraguay                           | 2                                  | 0                                  | Venezuela                          | Asunción                           | Estadio Defensores del Chaco       | 9 de septiembre de 2008            | 1 gol                              |
| Paraguay                           | 1                                  | 0                                  | Perú                               | Lima                               | Estadio Alejandro Villanueva       | 11 de febrero de 2009              | 1 gol                              |
| Paraguay                           | 2                                  | 0                                  | Eslovaquia                         | Bloemfontein                       | Estadio Free State                 | 20 de junio de 2010                | 1 gol                              |
| Paraguay                           | 2                                  | 0                                  | Costa Rica                         | Asunción                           | Estadio Defensores del Chaco       | 11 de agosto de 2010               | 1 gol                              |
| Paraguay                           | 7                                  | 0                                  | Hong Kong                          | Hong Kong                          | Estadio de Hong Kong               | 17 de noviembre de 2010            | 1 gol                              |
| Paraguay                           | 1                                  | 3                                  | México                             | Oakland                            | Oakland-Alameda County Coliseum    | 26 de marzo de 2011                | 1 gol                              |
| Paraguay                           | 3                                  | 3                                  | Venezuela                          | Salta                              | Estadio Padre Ernesto Martearena   | 13 de julio de 2011                | 1 gol                              |
| Paraguay                           | 2                                  | 1                                  | Ecuador                            | Asunción                           | Estadio Defensores del Chaco       | 11 de noviembre de 2011            | 1 gol                              |
| Paraguay                           | 1                                  | 3                                  | Bolivia                            | La Paz                             | Estadio Hernando Siles             | 9 de junio de 2012                 | 1 gol                              |
| Paraguay                           | 1                                  | 4                                  | Perú                               | Asunción                           | Estadio Defensores del Chaco       | 10 de noviembre de 2016            | 1 gol                              |

Para un total de 16 goles

## Clubes
| Club                | País       | Año       |
| ------------------- | ---------- | --------- |
| Cristóbal Colón JAS | Paraguay   | 1997-1998 |
| Tacuary             | Paraguay   | 1999      |
| San Lorenzo         | Paraguay   | 2000-2002 |
| Tacuary             | Paraguay   | 2003-2005 |
| Libertad            | Paraguay   | 2005-2007 |
| Cruz Azul           | México     | 2007-2010 |
| Sunderland          | Inglaterra | 2010-2012 |
| Kayserispor         | Turquía    | 2012-2013 |
| Grêmio              | Brasil     | 2013-2014 |
| Olimpia             | Paraguay   | 2015-2018 |
| Libertad            | Paraguay   | 2018-2019 |
| Nacional            | Paraguay   | 2020-2021 |
| Libertad            | Paraguay   | 2022-2024 |

### Goles en la Copa Libertadores
| Resultados | Resultados | Resultados | Resultados       | Lugar            | Estadio                        | Fecha                 | Temporada | Gol(es) |
| ---------- | ---------- | ---------- | ---------------- | ---------------- | ------------------------------ | --------------------- | --------- | ------- |
| Libertad   | 4          | 1          | El Nacional      | Asunción         | Estadio Defensores del Chaco   | 23 de marzo de 2006   | 2006      | 1 gol   |
| Libertad   | 3          | 1          | River Plate      | Asunción         | Estadio Defensores del Chaco   | 18 de julio de 2006   | 2006      | 1 gol   |
| Libertad   | 1          | 0          | Banfield         | Asunción         | Estadio Defensores del Chaco   | 20 de febrero de 2007 | 2007      | 1 gol   |
| Grêmio     | 1          | 0          | Nacional         | Montevideo       | Estadio Gran Parque Central    | 13 de febrero de 2014 | 2014      | 1 gol   |
| Olimpia    | 4          | 2          | Emelec           | Asunción         | Estadio Defensores del Chaco   | 17 de marzo de 2016   | 2016      | 1 gol   |
| Olimpia    | 1          | 4          | Pumas de la UNAM | Ciudad de México | Estadio Olímpico Universitario | 6 de abril de 2016    | 2016      | 1 gol   |

Para un total de 6 goles.

## Palmarés

### Campeonatos nacionales
| Título               | Club     | País     | Año  |
| -------------------- | -------- | -------- | ---- |
| Primera de Ascenso   | Tacuary  | Paraguay | 1999 |
| Campeonato Paraguayo | Libertad | Paraguay | 2006 |
| Campeonato Paraguayo | Libertad | Paraguay | 2007 |
| Torneo Clausura      | Olimpia  | Paraguay | 2015 |
| Copa Paraguay        | Libertad | Paraguay | 2019 |
| Torneo Apertura      | Libertad | Paraguay | 2022 |
| Torneo Apertura      | Libertad | Paraguay | 2023 |
| Torneo Clausura      | Libertad | Paraguay | 2023 |
| Copa Paraguay        | Libertad | Paraguay | 2023 |
| Supercopa Paraguay   | Libertad | Paraguay | 2023 |
| Copa Paraguay        | Libertad | Paraguay | 2024 |

### Campeonatos internacionales
| Título            | Club      | Sede           | Año  |
| ----------------- | --------- | -------------- | ---- |
| Copa Panamericana | Cruz Azul | Estados Unidos | 2007 |

### Distinciones individuales
| Distinción                                      | Otorgada por                             | Año  |
| ----------------------------------------------- | ---------------------------------------- | ---- |
| Condecoración Especial                          | Presidencia de la República del Paraguay | 2010 |
| Premios Guaraní – Jugador Albirrojo del Mundial | Red Guaraní                              | 2010 |